# Комплекс Сахат капије
Комплекс Сахат капије као главни улаз у Горњи град Београдске тврђаве, је сложена архитектонска и археолошка целина, образован у току више векова. У целини посматрано, овај комплек који је до данас остао углавном добро очуван, сачињавају две сукцесивно грађене капије, односно засведена пролаза кроз бедем, са одговарајућим бочним просторијама, затим доминантна Сахат кула, као и старији остаци делом порушеног средњовековног двојног горњоградског бедема.

## Објекти у саставу комплекса и време настанка
Овај добро чувани архитектонски склоп према анализи података из доступне историјске грађе, посебно
старих планова насталих крајем 17. и током 18. века. настао је у више фаза, па је тако:
Сахат капија — старији засведени пролаз кроз бедем, датован у последњу деценију 17.
Барокна капија — млађи, сада зазидан пролаз, датован је у раздобље аустријске владавине (1717–1739.)
Сахат кула — као најмлађи објеката, приближно је опредељен у средину или почетак друге
половине 18. века.
Призидана зграда— била је мала приземна зграда уз комплекс Сахат капије, која је с каја 20. века била руина. У питању је било здање подигнуто крајем прве половине 19. века за потребе турског гарнизона, које је, временом преправљено, и после Другог светског рата коришћено за разне намене. Зграда је у 21. веку срушена јер је затварала приступ зазиданој Барокној капији.

## Историја
Турски пораз под Бечом 1683. године, који је означио почетак новог раздобља у историји Београдске
тврђаве, обележен је не само ратним разарањима већ и темељним реконструкцијама фортификација, које су трајале  са прекидима до последњих деценија 18. века, што се најбоље може уочити на очуваном градитељском наслеђу у комплексу Сахат капије. На основу претпоставке археолога и историчара, радови су започети су убрзо после 1683. године, са тежиштем на горњоградским бедемима, који
су били изложени очекиваном нападу са копнене стране тврђаве.

### Последња деценија 17. и прва 18. века
Kључну улогу за настанак овог комплекса у склопу горњоградских бедема, у два царства у 17. и с почетка 18. века, имао је италијаснки архитекта Андреа Корнаро који је прво радио за Аустријанце, да би потом, реализацију својих пројеката наставио, прво као турски заробљеник, а потом и као уважени мимар-баша.
Одмах након аустријског запоседања Београда, и скоро двовековне доминације Турака, крајем лета 1688. године, започет је процес радикалне трансформације система одбране Београдске тврђаве у целини, а посебно њеног југоисточног прилаза.

Радови су се одвијали у две основне етапе, као најхитнија мера — која је имала за циљ брзу обнову оштећених фортификација ради привременог оспособљавања утврђења за одбрану, будући да су ратна дејства била у току. У исто време припремани су пројекти за темељну реконструкцију београдских утврђења, заснивани на принципима бастионих артиљеријских фортификација. У средишту тих радова и програма налазио се горњоградски Југоисточни бедем који је за одбрану био од изузетног значаја. 
| „ | У том раздобљу настаје старији део комплекса Сахат-капије чије је етапе грађења у неким детаљима тешко разграничити, посебно у односу на закључак шта је изграђено до јесени 1690. године, а шта у познијој етапи када је подигнут нови Југоисточни бедем. | ” |

Радове које су прво започели Аустријанци, наставили су Турци после поновног запоседања Београда у јесен 1690. године. Турци су у континуитету наставили радове не само у динамици извођења радова већ и у остваривању започете аустријске концепције. Наиме у складу са конструкцијом новог бедема
настављена је и изградња раније започете Сахат капије, на којој у оквиру нове спољне куртине изграђен портал капије, који је уз мање измене остао сачуван до наших дана. 

### Раздобље аустријске владавине 1717—1739.
На комплексу Сахат капије онбимни радови изведене су током аустријске владавине, у оквиру друге барокне реконструкције Београдске тврђаве која се одвијала у више етапа.
У току прве етапе радова, која је окончана до маја месеца 1721. године, над завршним полукружно клесаним венцем спољне куртине Југоисточног бедема подигнут је нови вертикални кордон 1,10 до 1,40 м висине. Грађен је у мешаном слогу опека и камена, са завршним венцем од насатично постављених
опека. Ова доградња јасно је уочљива како на истраженим површинама изнад бочних просторија
млађе аустријске капије, тако и нешто даље на раније откривеним деловима испред средњовековне Јужне горњоградске капије. На новоформираној горњој површини бедема источно од капије подигнут је низ топовских заклона (од којих су до наших дана преостала свега четири), са веома прецизно грађеним зидовима од опека и земљаним испуном.
У другој етапи радова која је уследила по пројекту Николе Доксата де Мореза (после 1725. године),
западно од затечене Сахат капије изграђена је нова аустријска капија — Барокна капија. Њен положај био је условљен осом правца пролаза главне тврђавске – Константинопољске капије у оквиру спољног бастионог фронта.
Према унутрашњости Горњег града аустријска капија изгледа није била коначно уобличена. Простор
између затечене Сахат капије, где је раније била замишљена нереализована западна одаја за стражу,
и нове капије затворен је зидовима и попуњен земљаним насипом.

### Раздобље турске владавине у 18. веку
Последњу фазу у изградњи комплекса Сахат капије, после турског запоседања тврђаве 1740. године, карактеришу рушења и преправке дела затеченог корпуса из периода аустроугарске окупације, и градња која излази из оквира фортификационе архитектуре. У склопу изградњи спољних бастионих фронтова Барокна аустријска капија је зазидана уз претходно уклањање каменог барокног портала, а на зиду грађеном опекама, озидан је један већи прозор обликом сличан прозорима на бочним просторијама. За улаз у затворени пролаз некадашње капије пробијена су врата у једној од ниша у оквиру западног бочног зида. 
Овим радовима некадашњи пролаз аустријске капије претворен је у бедемски казамат, а функцију
главног улаза у Горњи град поново је преузела старија Сахат капија.

Над старом капијом којој је враћена њена некадашња функција, вероватно почетком друге половине, али сигурно пре 1788. године,  подигнута је висока Сахат кула масивне конструкције, надвишена провом са стилским одликама турског барока. 